# Eleições gerais na Bolívia em 2014
As eleições gerais na Bolívia de 2014 foram realizadas no dia 12 de outubro e se encerraram com a re-eleição do presidente Evo Morales, em primeiro turno, para um terceiro mandato com 61% dos votos válidos. Nesta ocasião, os eleitores escolheram:
- Presidente e vice-presidente da República
- 130 membros da Câmara de Deputados
- 36 integrantes do Senado

Esta foi a segunda eleição após a constituição boliviana de 2009 e a primeira controlada e verificada pelo novo Órgão Eleitoral Plurinacional (em espanhol, Órgano Electoral Plurinacional).

## Congresso
A eleição para a Assembleia Legislativa Plurinacional é realizada simultaneamente à eleição presidencial. Os senadores e deputados plurinominais são eleitos com base na votação de cada partido na disputa presidencial. Já os deputados de um distrito (uninominais) são escolhidos separadamente na cédula.
Cada um dos 9 departamentos da Bolívia possui quatro senadores, os quais são designados por representação proporcional.
As cadeiras da Câmara de Deputados foram redistribuídas de acordo com os resultados do censo nacional de 2012. As cadeiras plurinominais são preenchidas por representação proporcional em cada departamento. Já as cadeiras uninominais são escolhidas por maioria simples em cada distrito. As vagas para indígenas e campesinos são escolhidas pelos usos e costumes dos grupos minoritários. Cada candidato tem um alternado do mesmo partido. Todas as listas devem alternar homens e mulheres; nos votos de um único distrito, os homens devem competir com os alternados femininos e vice-versa..
| Departamento                                                                     | Total de deputados | Deputados uninominais | Deputados plurinominais | Deputados campesinos ou indígenas | Senadores |
| La Paz                                                                           | 29                 | 14                    | 14                      | 1                                 | 4         |
| Santa Cruz                                                                       | 28                 | 14                    | 13                      | 1                                 | 4         |
| Cochabamba                                                                       | 19                 | 9                     | 9                       | 1                                 | 4         |
| Potosí                                                                           | 13                 | 7                     | 6                       | 0                                 | 4         |
| Chuquisaca                                                                       | 10                 | 5                     | 5                       | 0                                 | 4         |
| Oruro                                                                            | 9                  | 4                     | 4                       | 1                                 | 4         |
| Tarija                                                                           | 9                  | 4                     | 4                       | 1                                 | 4         |
| Beni                                                                             | 8                  | 4                     | 3                       | 1                                 | 4         |
| Pando                                                                            | 5                  | 2                     | 2                       | 1                                 | 4         |
| Total                                                                            | 130                | 63                    | 60                      | 7                                 | 36        |
| Fonte: Ley de distribución de escaños entre departamentos, 7 de outubro de 2013. |                    |                       |                         |                                   |           |

## Pesquisas
Uma pesquisa realizada pelo Ipsos entre novembro de dezembro de 2012 mostrou 45% das preferências para Evo Morales, 14% para Samuel Doria Medina, 11% para Rubén Costas e 9% para Juan del Granado.
Em abril de 2013, outra pesquisa assinalou que em uma disputa hipotética, Evo Morales obteria 41% das preferências e Samuel Doria Medina 17%.
Outra pesquisa publicada em abril de 2013, sinalizava 38,6% das intenções de voto para Evo Morales, 25% para Samuel Doria Medina, 16,2% para Juan del Granado e 20,3% de eleitores indecisos.
Uma pesquisa publicada pelo Página Siete em fevereiro de 2014 mostrou Morales com 45,7%, Medina com 13,4%, Rubén Costas com 9% e Juan del Granado e Jorge Quiroga com 4% cada um.
A um mês das eleições, os números da pesquisa realizada por Equipos Mori indicavam a vitória de Morales ainda no primeiro turno, com 54% das intenções de voto, contra 14% do segundo colocado, seu principal opositor no pleito, Samuel Doria Medina.

## Resultados
| Partido | Candidato presidencial        | Votos     | %      | Assentos | Assentos | Assentos | Assentos |
| Partido | Candidato presidencial        | Votos     | %      | Câmara   | Câmara   | Senado   | Senado   |
| Partido | Candidato presidencial        | Votos     | %      | Assentos | +/–      | Assentos | +/–      |
| --- | ----------------------------- | --------- | ------ | -------- | -------- | -------- | -------- |
| Movimiento al Socialismo | Evo Morales                   | 3.053.846 | 61,04  | 84       | -4       | 25       | -1       |
| Unidad Demócrata | Samuel Doria Medina           | 1.225.095 | 24,49  | 33       |          | 9        |          |
| Partido Demócrata Cristiano | Jorge Quiroga                 | 453.647   | 9,07   | 11       |          | 2        |          |
| Movimiento Sin Miedo | Juan del Granado              | 135.885   | 2,72   | 1        |          | 0        |          |
| Partido Verde de Bolivia | Fernando Vargas               | 134.792   | 2,69   | 1        |          | 0        |          |
| Votos válidos | Votos válidos                 | 5.003.265 | 100,00 | –        | –        | –        | –        |
| Votos brancos | Votos brancos                 | 105.980   | 2,00   | –        | –        | –        | –        |
| Votos nulos | Votos nulos                   | 201.192   | 3,79   | –        | –        | –        | –        |
| Total | Total                         | 5.127.824 | 100,00 | 130      | 0        | 36       | 0        |
| Eleitores registrados | Eleitores registrados         | 5.973.901 |        | –        | –        | –        | –        |
| População em idade para votar | População em idade para votar | 6.418.396 |        | –        | –        | –        | –        |
| Fontes: Tribunal Supremo Electoral (27.354 de 27.403 locais de votação relatados, 99,82%), La Razón (eleitores registrados), UNDESA (população em idade para votar em 2014). |                               |           |        |          |          |          |          |